# Tony Skinn
Tony Skinn, né le 8 février 1983 à Lagos, est un joueur nigérian de basket-ball.

## Biographie
Après un parcours en Junior College puis en NCAA aux États-Unis, Skinn n'est finalement pas drafté pour l'une des ligues d'Amérique-du-Nord. Il rejoint alors l'Europe et le KK Split, puis le Stade Clermontois

## Clubs

### Collège
- 2001-2002 :  Blinn College (JC)
- 2002-2003 :  Hagerstown CC (JC) [1]

### Université
- 2003-2006 :  George Mason University (NCAA I)

### Professionnel
- 2006-2007 :  KK Split (A1 liga Ožujsko)
- 2007-2008 :  Clermont (Pro A) [2]
- 2008-2009 :  Gravelines Dunkerque (Pro A)
- 2009- :  Pistoia Basket 2000

## Sources et références
1. ↑  N'a pas joué
2. ↑  À partir de janvier 2007